# Parti des travailleurs (Tunisie)
Ne doit pas être confondu avec Parti communiste tunisien.
Le Parti des travailleurs, anciennement Parti communiste des ouvriers de Tunisie (arabe : حزب العمال الشيوعي التونسي) ou PCOT est un parti politique tunisien d'extrême gauche qui, longtemps interdit, est finalement légalisé par décision du gouvernement d'union nationale le 18 mars 2011.

## Historique
Fondé le 3 janvier 1986 sous le nom de Parti communiste des ouvriers de Tunisie (PCOT), il comprend également l'Union de la jeunesse communiste de Tunisie (UJCT), son organisation de jeunesse, et possède le journal Al Badil. Étant clandestin car non reconnu par le pouvoir en place, il ne peut légalement exercer ses activités ; Amnesty International rapporte en 1998 le cas de cinq étudiants condamnés à quatre ans de prison à la suite de manifestations étudiantes, pour appartenance au PCOT.
Sous le régime de Zine el-Abidine Ben Ali, le PCOT est membre de la coalition du 18-Octobre aux côtés du Parti démocrate progressiste, du Forum démocratique pour le travail et les libertés et de certains islamistes.
Le porte-parole du parti et directeur de son journal est Hamma Hammami ; il devient secrétaire général au terme du congrès de juillet 2011.

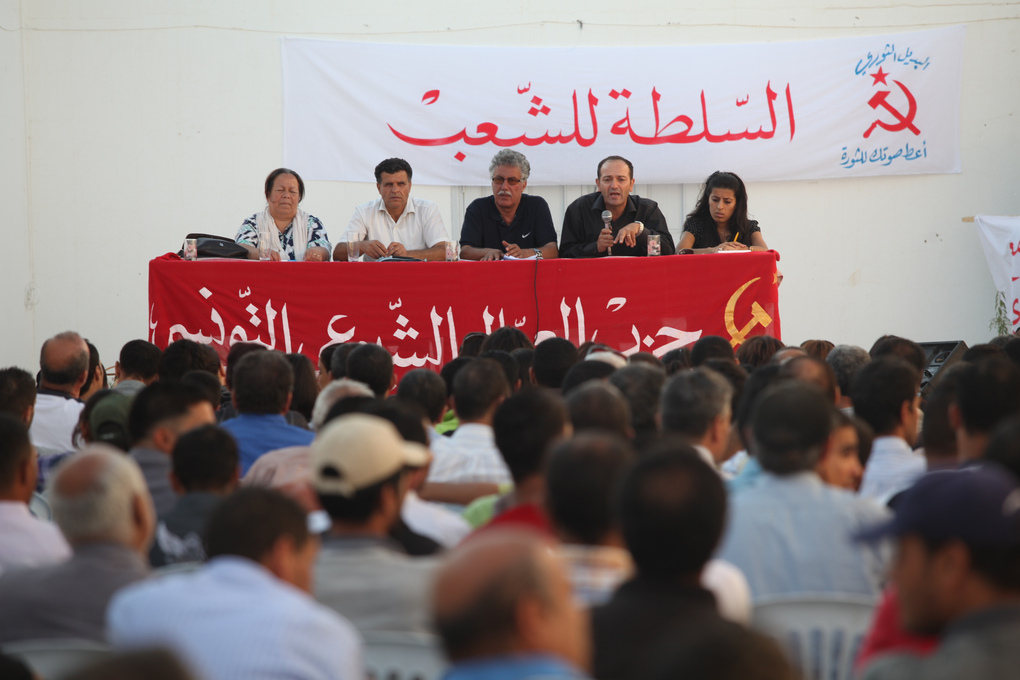
Réunion du PCOT à Ksar Hellal.

Le 10 juillet 2012, Hamma Hammami annonce une nouvelle dénomination pour le PCOT qui devient le Parti des travailleurs tunisiens. Le 7 octobre, le PTT participe à la fondation du Front populaire.

## Poids électoral
| Année   | Voix   | %      | Rang | Sièges  | Gouvernements |
| ------- | ------ | ------ | ---- | ------- | ------------- |
| 2011 AC | 63 652 | 1,57 % | 9e   | 3 / 217 | Opposition    |

Lors de l'élection de l'Assemblée constituante le 23 octobre 2011, neuf mois après le renversement du régime de Ben Ali, le PCOT obtient trois des 217 sièges à pourvoir. Il s'est présenté dans toutes les circonscriptions électorales, à l'exception de celle du monde arabe ; ses listes portaient le nom d'« Alternative révolutionnaire », sauf à Gafsa (Orientation révolutionnaire), en Italie et aux Amériques (Voie révolutionnaire).
Le détail de ses résultats est le suivant : 
| Circonscription                | Tête de liste           | Nombre de voix  |
| ------------------------------ | ----------------------- | --------------- |
| Tunis 1                        | Mondher Cherni          | 2 116           |
| Tunis 2                        | Radhia Nasraoui         | 2 803           |
| Ariana                         | Mohamed Habib Belhaj    | 1 665           |
| Ben Arous                      | Rafika Rekik            | 3 104           |
| La Manouba                     | Hammadi Zoghbi          | 1 947           |
| Zaghouan                       | Mustapha Belhaj Youssef | 2 415           |
| Nabeul 1                       | Hamma Makni             | 3 769           |
| Nabeul 2                       | Senda Messaoud          | 2 553           |
| Bizerte                        | Habib Kaoueche          | 2 409           |
| Jendouba                       | Mohamed Salah Mannaï    | 1 790           |
| Béja                           | Anis Kahia              | 2 362           |
| Le Kef                         | Taoufik Yahyaoui        | 2 350           |
| Siliana                        | Hattab Barakati (élu)   | 3 854           |
| Kairouan                       | Fethi Letayef (élu)     | 2 731           |
| Sousse                         | Souheil Medimagh        | 2 100           |
| Monastir                       | Abdelmoumen Belâanes    | 2 294           |
| Mahdia                         | Mohamed Sioud           | 1 766           |
| Sfax 1                         | Ahmed Essefi (élu)      | 5 306           |
| Sfax 2                         | Chafik Ayadi            | 2 437           |
| Sidi Bouzid                    | Lazhar Gharbi           | 1 669           |
| Kasserine                      | Kamel Messaoudi         | 2 309           |
| Gafsa                          | Ammar Amroussia         | 2 753           |
| Tozeur                         | Ali Habib               | 347             |
| Kébili                         | Hédi Bouaziz            | 964             |
| Gabès                          | Hfaïedh Hfaïedh         | 887             |
| Médenine                       | Habib Zammouri          | 1 316           |
| Tataouine                      | Hanène Ferjani          | 185             |
| France 1                       | Adel Thabet             | 1 806           |
| France 2                       | Samir Hammouda          | 937             |
| Allemagne                      | Raouf Ghali             | 310             |
| Italie                         | Riadh Zaghdane          | 192             |
| Amériques et reste de l'Europe | Ramzy Messaoudi         | 206             |
| Total                          | 32 listes               | 63 652 (1,57 %) |

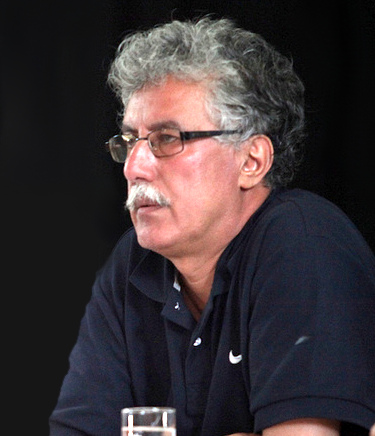
Hamma Hammami.
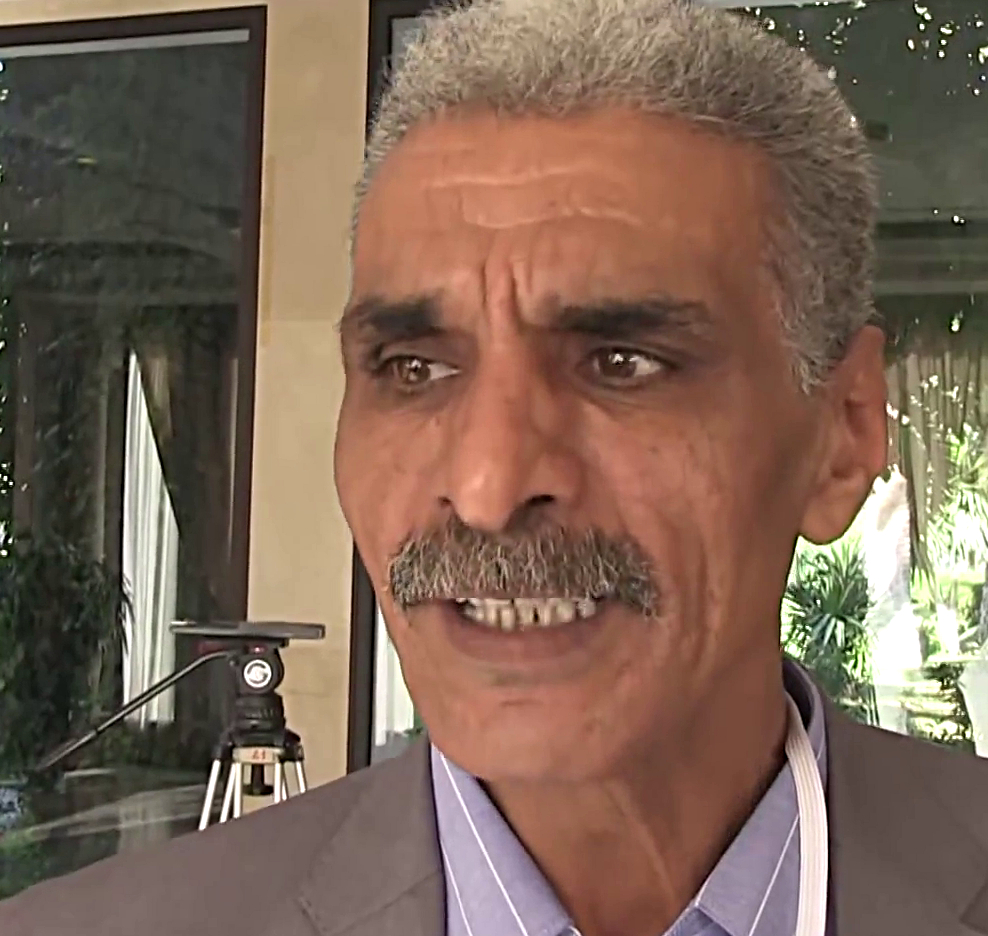
Ammar Amroussia.
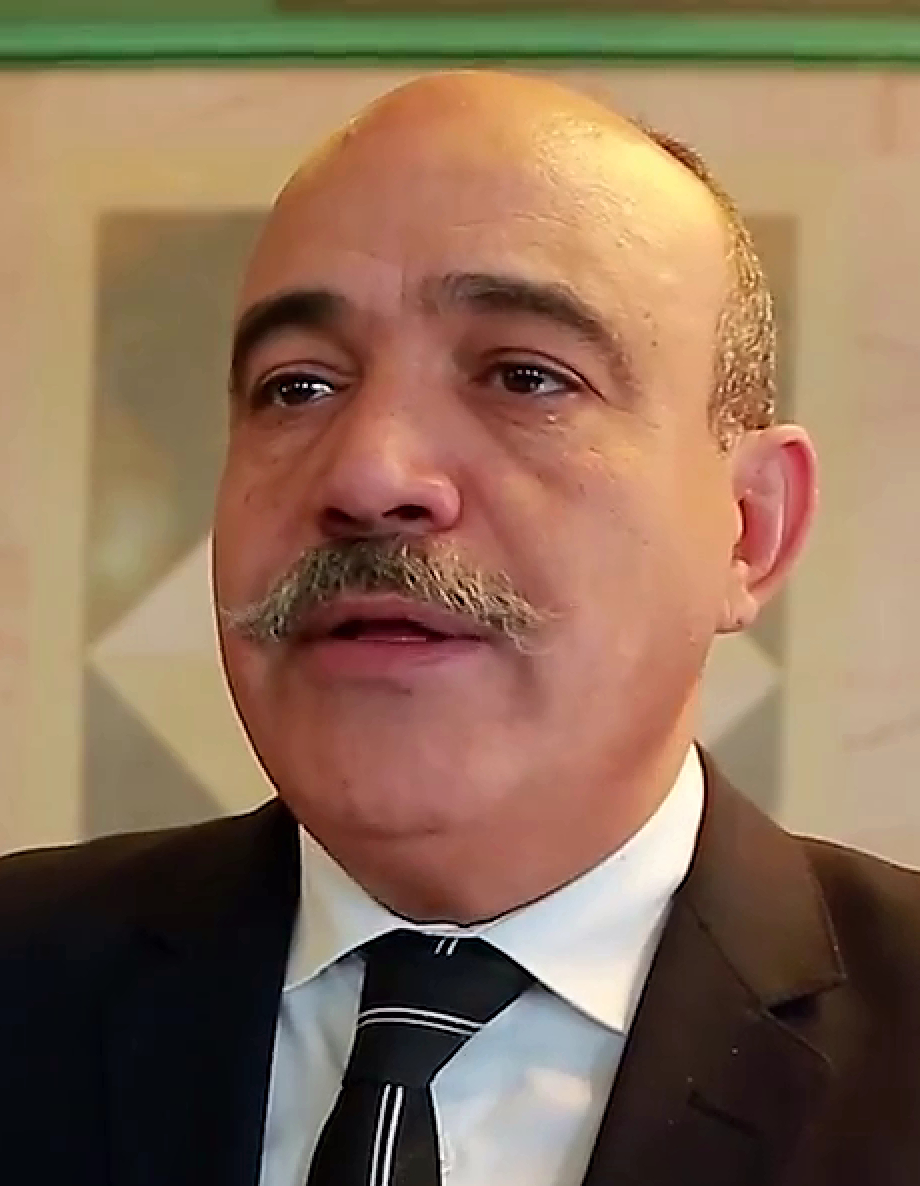
Ahmed Seddik.
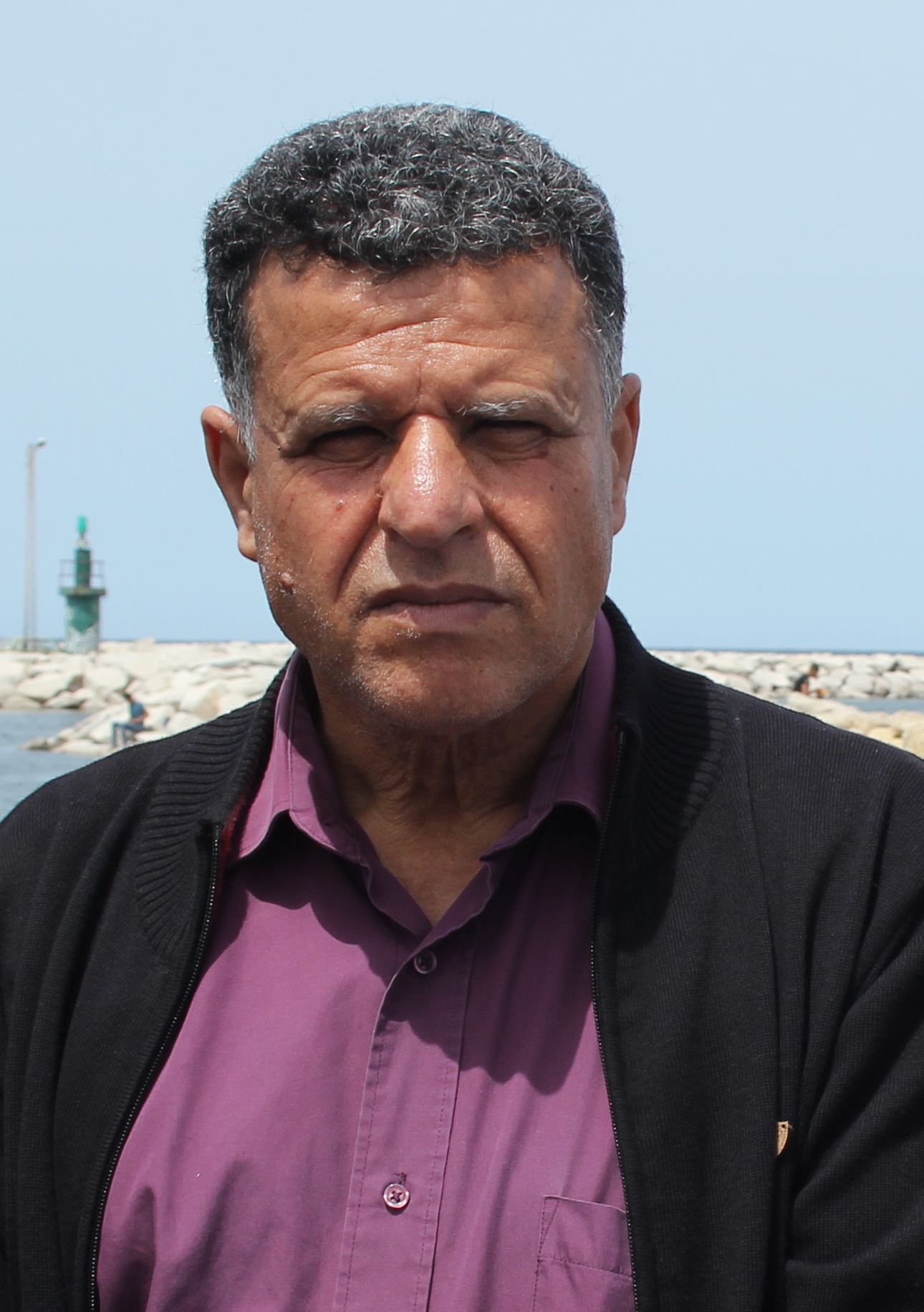
Abdelmoumen Belanes.